# Grenada i olympiska spelen
Grenada deltog första gången vid olympiska sommarspelen 1984 i Los Angeles och har sedan dess varit med vid varje olympiskt sommarspel. De har aldrig deltagit vid de olympiska vinterspelen. Grenada har aldrig vunnit någon medalj.

## Medaljer
| Guld | Silver | Brons | Totalt antal medaljer |
| ---- | ------ | ----- | --------------------- |
| 1    | 0      | 0     | 1                     |

### Medaljer efter sommarspel
| Spel             | Guld | Silver | Brons | Totalt |
| Los Angeles 1984 | 0    | 0      | 0     | 0      |
| Seoul 1988       | 0    | 0      | 0     | 0      |
| Barcelona 1992   | 0    | 0      | 0     | 0      |
| Atlanta 1996     | 0    | 0      | 0     | 0      |
| Sydney 2000      | 0    | 0      | 0     | 0      |
| Aten 2004        | 0    | 0      | 0     | 0      |
| Peking 2008      | 0    | 0      | 0     | 0      |
| London 2012      | 1    | 0      | 0     | 1      |
| Totalt           | 1    | 0      | 0     | 1      |